# Tumanskij R-25
Tumanskij R-25 je sovětský proudový motor vyvinutý pod vedením Sergeje Gavrilova. Jde o konečný vývoj motoru R-11.
R-25 byl vyvíjen od konce šedesátých let do roku 1971 z motoru Tumanskij R-13 a jeho uspořádání je také dvouhřídelové. Za tímto účelem byl vybaven novým třístupňovým nízkotlakým kompresorem, kde je široce využit titan a novou komorou přídavného spalování se dvěma palivovými čerpadly a vylepšeným chlazením. Byl montován do letounů MiG-21bis a do připravovaného Su-15bis. Celkově bylo vyrobeno asi 3 200 kusů.

## Specifikace (R-25-300)

### Technické údaje
- Typ: proudový motor s přídavným spalováním
- Délka: 4 615 mm
- Průměr: 1 191 mm
- Hmotnost suchého motoru: 1 212 kg

### Součásti
- Kompresor: dvouhřídelový axiální kompresor, 3 nízkotlaké stupně, 5 vysokotlakých
- Spalovací komora: smíšeného typu
- Turbína: 1 vysokotlaký stupeň, 1 nízkotlaký stupeň

### Výkony
- Maximální tah:
  - 55 kN (12 000 lbf)
  - 68,5 kN (15 400 lbf) s přídavným spalováním
  - 96,8 kN (21 800 lbf) po dobu 3 minut při tzv. druhé forsáži (CSR mód, výška < 4 000 m (13 000 ft))
- Celkový poměr stlačení: 9,5:1
- Teplota plynů před turbínou: 1 040 °C
- Měrná spotřeba paliva:
  - 93 kg/(h·kN) (0,91 lb/(h·lbf)) na volnoběh
  - 98 kg/(h·kN) (0,96 lb/(h·lbf)) na maximální výkon
  - 229 kg/(h·kN) (2,25 lb/(h·lbf)) s přídavným spalováním
- Poměr tah/hmotnost: 6,5 N/kg (5,8:1), 79,9 N/kg (8.1:1) při tzv. druhé forsáži